# Salacia mayumbensis
Salacia mayumbensis là một loài thực vật có hoa trong họ Dây gối. Loài này được Exell & Mendonça miêu tả khoa học đầu tiên năm 1952.